# ココロとカラダ満つる時間
ココロとカラダ満つる時間（ -みつるとき）は、2012年4月より9月にかけてNHK BSプレミアムで放送された女性向けの情報ドキュメント番組である。

## 概要
番組は偶数月に放送される「宿坊」と、奇数月に放送される「おふっ、」の2本立てである。

## 内容

### 宿坊
近年、寺や神社の参拝後にその寺などで宿を取る「宿坊」というのが人気を集めている。この番組では毎回宿坊の寺に女性タレント・著名人が1泊し、そこでの座禅・写経・精進料理といった寺の修行を体験することで、自らの生き方を見つめなおすものである。2007年から不定期の特番として放送されたものを、当番組のシリーズとして内包した。

#### 放送リスト
|                    | 放送日         | 出演       | 宿坊         | 宿坊   | 語り         |
| ------------------ | -------------- | ---------- | ------------ | ------ | ------------ |
| 第1シリーズ        | 2007年01月15日 | 篠原ともえ | 圓満院門跡   | 滋賀   | 天野ひろゆき |
| 第1シリーズ        | 2007年01月16日 | 武田美保   | 妙心寺       | 京都   | 半田健人     |
| 第1シリーズ        | 2007年01月17日 | 川井郁子   | 御岳山       | 東京   | 葛山信吾     |
| 第1シリーズ        | 2007年01月18日 | 村山由佳   | 千光院       | 岐阜   | 萩原聖人     |
| 第1シリーズ        | 2007年01月19日 | 鶴田真由   | 千手院       | 奈良   | 山本太郎     |
| 第2シリーズ Part2  | 2007年07月16日 | 土屋アンナ | 恐山菩提寺   | 青森   | 今井朋彦     |
| 第2シリーズ Part2  | 2007年07月17日 | 岡崎朋美   | 三徳山       | 鳥取   | 河相我聞     |
| 第2シリーズ Part2  | 2007年07月18日 | 原千晶     | 萬福寺       | 京都   | 山本耕史     |
| 第2シリーズ Part2  | 2007年07月19日 | 南野陽子   | 金剛宝寺     | 熊本   | 八嶋智人     |
| 第3シリーズ 東北路 | 2011年10月24日 | 長谷川理恵 | 善寶寺       | 山形   | 寺田農       |
| 第3シリーズ 東北路 | 2011年10月25日 | 高岡早紀   | 永伝寺       | 秋田   | 松重豊       |
| 第3シリーズ 東北路 | 2011年10月26日 | 友近       | 正法寺       | 岩手   | 八嶋智人     |
| 第3シリーズ 東北路 | 2011年10月27日 | 寺井尚子   | 瑞巌寺       | 宮城   | 勝村政信     |
| 第4シリーズ 美力   | 2012年04月03日 | 鈴木砂羽   | 惠光院       | 和歌山 | 八嶋智人     |
| 第4シリーズ 美力   | 2012年04月10日 | 一色紗英   | 延暦寺       | 滋賀   | 遠藤憲一     |
| 第4シリーズ 美力   | 2012年04月17日 | 押切もえ   | 鯖大師本坊   | 徳島   | 広中雅志     |
| 第4シリーズ 美力   | 2012年04月24日 | 南果歩     | 玉川寺       | 山形   | 大和田伸也   |
| 第4シリーズ 美力   | 2012年06月05日 | 草刈民代   | 音羽山観音寺 | 奈良   | 八嶋智人     |
| 第4シリーズ 美力   | 2012年06月12日 | 原沙知絵   | 大陽寺       | 埼玉   | 鈴木浩介     |
| 第4シリーズ 美力   | 2012年06月19日 | MEGUMI     | 可睡斎       | 静岡   | 生野文治     |
| 第4シリーズ 美力   | 2012年06月26日 | 木村多江   | 霊源院       | 長崎   | 小野大輔     |
| 第4シリーズ 美力   | 2012年08月21日 | 中越典子   | 玉蔵院       | 奈良   | 遠藤憲一     |
| 第4シリーズ 美力   | 2012年08月24日 | 白石美帆   | 大善寺       | 山梨   | 梶原善       |

### おふっ、
女性タレント・著名人が今はまっているモノ・大好きなことを徹底的に追求・満喫し、気心が知れて本音を語り合える女性と過ごす。毎回メインゲストの趣味を、ゲストの親戚や仕事仲間・友人と一緒に楽しみつつ、ゲストの休日の素顔に密着する。

## 放送日時
- 初回：毎週火曜日 19:30 - 20:00
- 再放送：毎週金曜日 12:30 - 13:00、毎週日曜日 23:30 - 24:00